# Ambertruck Work
Ambertruck Work — среднеразмерный пикап, выпускающийся с 2024 года калининградской компанией Автотор на базе JMC Vigus.

## Описание
О планах выпускать автомобили Ambertruck было объявлено в феврале 2024 года. Первой моделью Ambertruck стал Work, являющийся перелицованным JMC Vigus. Его продажи начались в июне 2024 года.Официальным дистрибьютером стал ТД «Комавто».
Автомобиль оснащён двумя подушками безопасности, 16-дюймовыми колёсными дисками, противотуманными фарами, системой кондиционирования и медиасистемой с 10-дюймовым сенсорным экраном на центральной консоли. Водительские ассистенты включают в себя антиблокировочную систему, систему стабилизации ESP, датчики давления в шинах и парктроники. По словам Автотора, гарантия составляет 10 лет или 400000 км пробега.
Ambertruck Work поставляется на рынки с кузовом четырёхдверный пикап. Цвет — белый.

## Технические характеристики
Ambertruck Work оснащён 2,5-литровым турбодизельным двигателем 4D25 мощностью 128 л. с. и крутящим моментом 310 Н·м в паре с пятиступенчатой механической трансмиссией. Привод автомобиля полный, с передней осью Part-Time, блокировкой заднего дифференциала и понижающей передачей.